# Nawałnica z lipca 1928
Nawałnica (także derecho, huragan) z lipca 1928 w Polsce spowodowała 62 ofiary i liczne zniszczenia.